# Katie Feenstra-Mattera
Katharen Ruth „Katie” Feenstra, po mężu Mattera (ur. 17 listopada 1982 w Grand Rapids) – amerykańska koszykarka występująca na pozycji środkowej, po zakończeniu kariery zawodniczej – trenerka koszykarska, obecnie trenerka uczelni żeńskiej drużyny Cornerstone University.
Kiedy opuściła uczelnię została liderką wszech czasów konferencji Big South w liczbie bloków. Jest też najwyższą w historii konferencji zawodniczką. Została też liderką wszech czasów drużyny Flames w liczbie celnych rzutów z gry (764), bloków (257) oraz skuteczności rzutów z gry (62,2%).
Tuż po drafcie WNBA 2005 została wymieniona przez Connecticut Sun do San Antonio Silver Stars w zamian za najwyższą zawodniczkę w historii WNBA – Małgorzatę Dydek. 
22 lutego 2007 trafiła w wyniku wymiany do Detroit Shock w zamian za Ruth Riley.

## Osiągnięcia
Na podstawie, o ile nie zaznaczono inaczej.

### NCAA
- Uczestniczka rozgrywek:
  - Sweet 16 turnieju NCAA (2005)
  - turnieju NCAA (2002–2005)
- Mistrzyni:
  - turnieju konferencji Big South (2002–2005)
  - sezonu regularnego Big South (2002–2005)
- Koszykarka roku:
  - konferencji Big South (2003–2005)
  - Richmond Times-Dispatch Virginia State Player of the Year (2004)
- MVP turnieju konferencji Big South (2003–2005)
- Zaliczona do:
  - I składu:
    - Big South (2003–2005)
    - Kodak/WBCA All-America Region II (2004)
    - turnieju Big South (2002–2005)

  - składu honorable mention All-American (2004, 2005 przez Associated Press)
  - Galerii Sław Sportu:
    - Konferencji Big South - Big South Hall of Fame (2016)
    - uczelni Liberty - Liberty Athletics Hall of Fame (2015)
- Liderka:
  - NCAA w skuteczności rzutów z gry (2004, 2005)
  - konferencji Big South w skuteczności rzutów z gry (2004, 2005)

### WNBA
- Wicemistrzyni WNBA (2007)
- Zaliczona do I składu debiutantek WNBA (2005)

### Drużynowe
- Wicemistrzyni Chin (2010, 2012)

### Indywidualne
(* – nagrody przyznane przez asia-basket.com)
- Defensywna zawodniczka roku chińskiej ligi WCBA (2012)*
- Środkowa roku WCBA (2012)*
- Zaliczona do I składu*:
  - WCBA (2012)
  - najlepszych zawodniczek zagranicznych WCBA (2012)
- Uczestniczka meczu gwiazd WCBA (2012)
- Liderka:
  - strzelczyń ligi chińskiej (2012)
  - ligi chińskiej w zbiórkach (2012)

### Reprezentacja
- Wicemistrzyni FIBA World League z kadrą B USA (2007)